# Cap-d'Ail

Cap-d'Ail este o comună în departamentul Alpes-Maritimes din sud-estul Franței. În 1 ianuarie 2022 avea o populație de 4.491 de locuitori.